# ひたちなかインターチェンジ
ひたちなかインターチェンジは、茨城県ひたちなか市部田野にある、東水戸道路、常陸那珂有料道路のインターチェンジ。ひたちなか市の南東部に位置する。
常陸那珂有料道路への本線料金所を併設しているため、国営ひたち海浜公園でのイベント開催時や大型連休時には渋滞が発生しやすい。
なお、本線料金所および東水戸道路の出入口（東行き出口・西行き入口）ではETCが利用できるが、常陸那珂有料道路の出入口（東行き入口・西行き出口）ではETCが利用できず、自動精算機による現金か回数券での精算のみとなる。

## 接続している道路
- E50 東水戸道路(19番)
- E50 常陸那珂有料道路(19番)
- 国道245号

## 料金所
- ブース数：10

### 上り線入口
- ブース数：2
  - ETC専用：1
  - 一般：1

### 上り線出口
- ブース数：1
  - 一般：1

### 下り線入口
- ブース数：1
  - 一般：1

### 下り線出口
- ブース数：2
  - ETC専用：1
  - 一般：1

### 上り線本線
- ブース数：2
  - ETC専用：1
  - 一般：1

### 下り線本線
- ブース数：2
  - ETC専用：1
  - 一般：1

## 利用状況
通行台数（単位：台、2012年度）
| 料金所       | 入        | 出        | 計        | 1日平均 |
| ------------ | --------- | --------- | --------- | ------- |
| ひたちなかIC | 1,253,168 | 1,230,046 | 2,483,214 | 6,874.7 |
| ひたちなかTB | 486,964   | 623,038   | 1,110,002 | 3,032.8 |
| 計           | 1,740,132 | 1,853,084 | 3,593,216 | 9,817.5 |

## 歴史
- 1999年7月22日 : 東水戸道路の水戸大洗IC - 当IC間、常陸那珂有料道路の当IC - ひたち海浜公園IC間開通に伴い供用開始。
- 2007年4月25日 : 常陸那珂有料道路に直結する本線料金所でETC利用が可能となる[2]。

## 周辺
- 那珂湊漁港
- ファッションクルーズニューポートひたちなか
- ひたちなか市総合運動公園
- 虎塚古墳
- offtひたちなか

## 隣
E50 東水戸道路
(18) 水戸大洗IC - (19) ひたちなかIC
E50 常陸那珂有料道路
(19) ひたちなかIC - (20) ひたち海浜公園IC